# Регистарске ознаке у Северној Македонији
Регистарске ознаке у Северној Македонији састоје се од регионалног кода који садржи два слова, а потом следи црвено правоугаоно поље у коме је исписан регионални код и двословни алфа код, али на ћирилици. Затим следи четвороцифрени нумерички код који је мало одвојен од двозначног алфа кода који следи за њим ( пример: SK█1234 AR).
Неколико градова могу, као пример Кочани, Виница, Берово и Делчево, користити исти регионални код за Kочане, али је град где је ауто регистрован означен различитим почетним словом код задњег, алфа кода. Тако, уколико прво слово задњег алфа кода је “А“, онда је ауто регистрован у Kочане, уколико је “К“ - Виница, “М“ - Делчево, “Т“ - Берово итд.

## Садашње регистарске ознаке
| Код | Регион   | Општине у Северној Македонији покривене кодом |
| --- | -------- | --------------------------------------------- |
| BT  | Битољ    | Битољ, Демир Хисар, Крушево                   |
| GV  | Гостивар | Гостивар                                      |
| KU  | Куманово | Куманово, Кратово                             |
| OH  | Охрид    | Охрид, Ресен                                  |
| PP  | Прилеп   | Прилеп                                        |
| SK  | Скопље   | Скопље                                        |
| SR  | Струмица | Струмица                                      |
| ŠT  | Штип     | Штип, Пробиштип, Свети Николе                 |
| TE  | Тетово   | Тетово                                        |
| VE  | Велес    | Велес, Демир Капија                           |

## Неважећи регистарски кодови
| Код | Локација    | Напомена                                                 |
| --- | ----------- | -------------------------------------------------------- |
| TV  | Титов Велес | Замењено са VE (Велес) када је граду враћен стари назив. |

## Нове евро регистарске ознаке
Било је планирано да се од 1. јануара 2008. отпочне са издавањем нових регистарских ознака, чиме би више градова добили свој код, али план није реализован због неразјашњених разлога. Незванично, проблем је настао због примене кода “МК“ на ознакама, који је проблематичан за Грчку због спора око имена Македоније. Нове евро регистарске ознаке почеле су да се примењују од 20. фебруара 2012. године, и поред 10 постојећих, уведене су нове 7 ознаке.
| Код | Регион                       | Општине у Северној Македонији покривене кодом                                             | изглед |
| --- | ---------------------------- | ----------------------------------------------------------------------------------------- | ------ |
| RA  | Радовиш (досадашње ŠT)       | Радовиш                                                                                   |        |
| SU  | Струга (досадашње OH)        | Струга                                                                                    |        |
| GE  | Гевгелија (досадашње VE)     | Ђевђелија                                                                                 |        |
| KA  | Кавадарци (досадашње VE)     | Кавадарци                                                                                 |        |
| KI  | Кичево (досадашње OH)        | Кичево                                                                                    |        |
| KP  | Крива Паланка (досадашње KU) | Крива Паланка                                                                             |        |
| KO  | Кочани (досадашње ŠT)        | Кочани, Виница, Делчево, Берово, Македонска Каменица, Чешиново-Облешево, Зрновци, Пехчево |        |